# Noord-Zweeds paard
Het Noord-Zweeds paard is een paardenras dat in Zweden is gefokt uit oude Scandinavische werkpaarden die afstammen van de Gotlandpony, ook wel 'bospaard' genoemd. Het paard is populair als rij- en menpaard en wordt ook ingezet in de land- en bosbouw.

## Geschiedenis
Het Noord-Zweedse paard, dat een zogenaamd koudbloedras is, gaat terug op de oude Scandinavische landrassen en is nauw verwant aan de Døle, een trek- en tuigpaard uit Noorwegen. Deze landpaarden zijn net als de meeste Europese koudbloedpaarden afkomstig van het primitieve bospaard. Tot het einde van de 19e eeuw waren de Noord-Zweedse paarden een mengeling van verschillende geïmporteerde rassen, waaronder Engelse volbloeden, maar ook zwaardere rassen. Het Noord-Zweedse paard was bijna verdwenen omdat de landbouw steeds minder paarden nodig had. Er werden fokkersverenigingen opgericht opdat het ras niet zou verdwijnen. Deze verenigingen werkten op basis van de overgebleven Noord-Zweedse paarden aan een nieuw binnenlands ras en verbeterden deze met de Døle. Vanaf 1890 waren alleen kruisingen met Døle toegestaan.
Aan het begin van de 20e eeuw kwam er het fokreglement "Noord-Zweeds paard". In 1923 werd in Göteborg een grote landbouwbijeenkomst gehouden waar lokale fokkers hun Noord-Zweedse paarden lieten zien. De paarden hadden echter zeer verschillende karakters en uiterlijke kenmerken en vrijwel niets gemeen. Dit leidde tot een landelijke fokkerijvereniging voor het Noord-Zweedse paard die een standaard en stamboom hebben ontwikkeld, de vereniging Northern Swedish Horse.
Door zorgvuldig fokwerk, voornamelijk bij de hengstenfokkerij  Wången in Jämtland, opgericht in 1903, ontwikkelde het paard zich tot een compact, zeer actief paard. Het fokken door Wången stopte in 1996.

## Noord-Zweedse draver en Noord-Zweedse landbouwpaard
In 1964 werd het paard verdeeld in twee verschillende types; een zwaarder type, het Noord-Zweedse landbouwpaard, en het lichtere dravende paard; de Noord-Zweedse draver.  
Het Noord-Zweedse landbouwpaard is desalniettemin een zeer goed allround paard dat inzetbaar is voor alle vormen van paardrijden, ook als rijpaard voor springen, dressuur, drafsport en westernrijden. Het is sterk genoeg om de zwaarste wagens te kunnen trekken. Door de grote breedte in combinatie met een goed temperament is het geschikt zowel als manegepaard als voor wedstrijden. Bovendien leeft het lang en wordt het als bijna immuun beschouwd voor verschillende veel voorkomende paardenziekten.

## Afbeeldingen

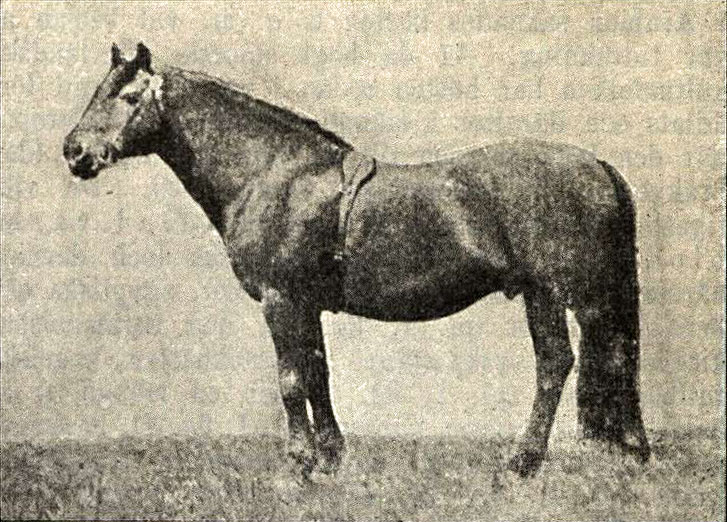
Bospaard
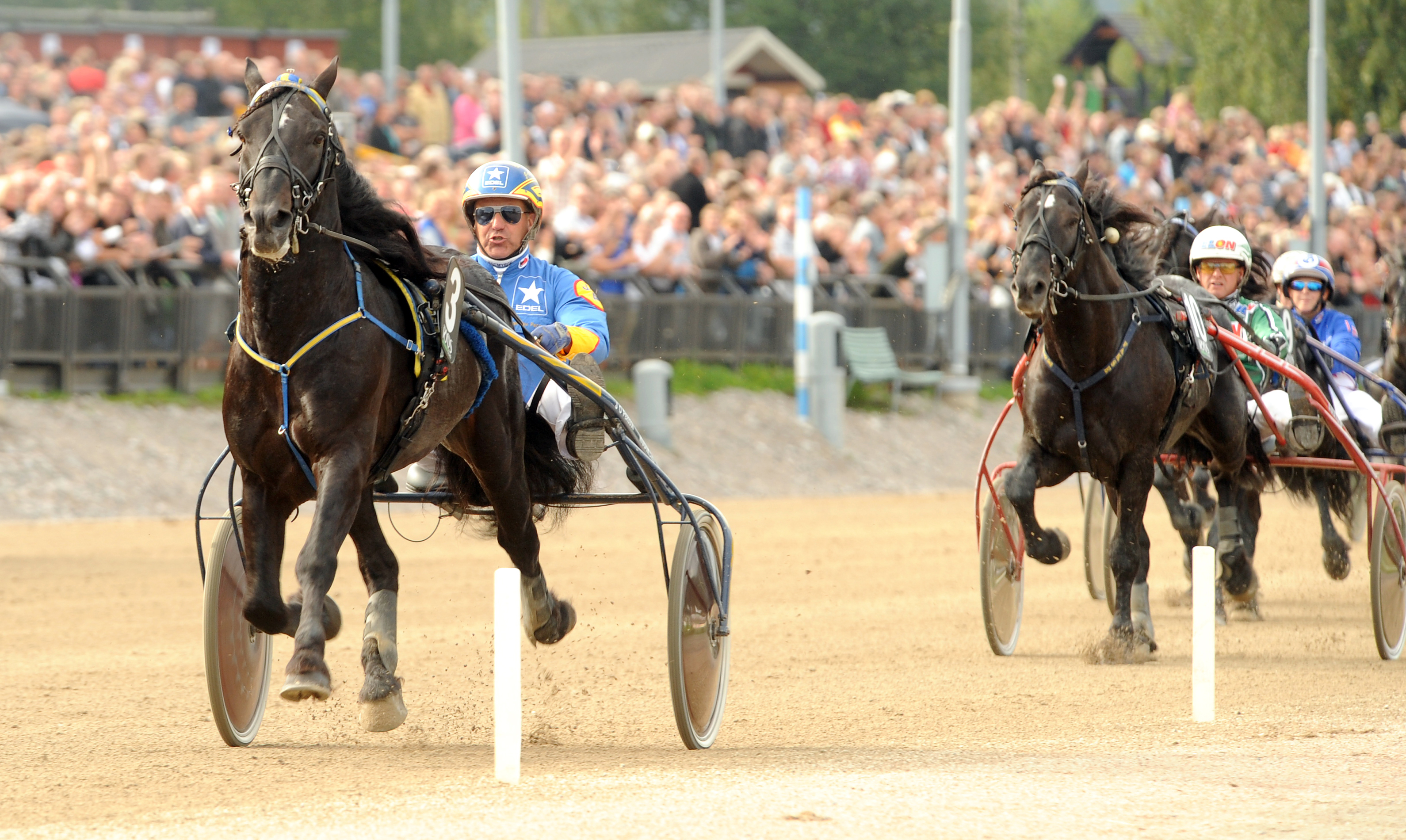
Drafrennen
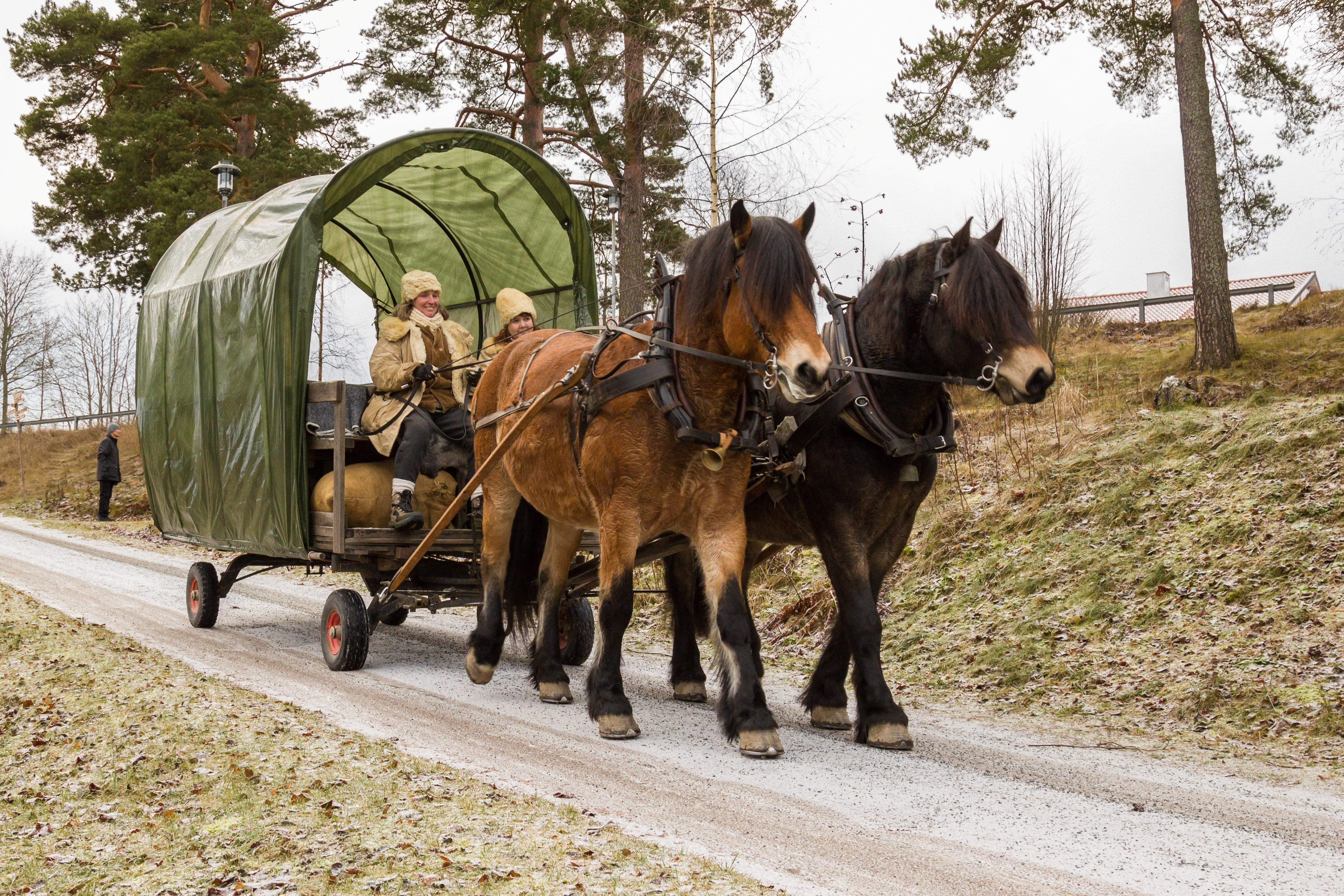
Tuigpaarden
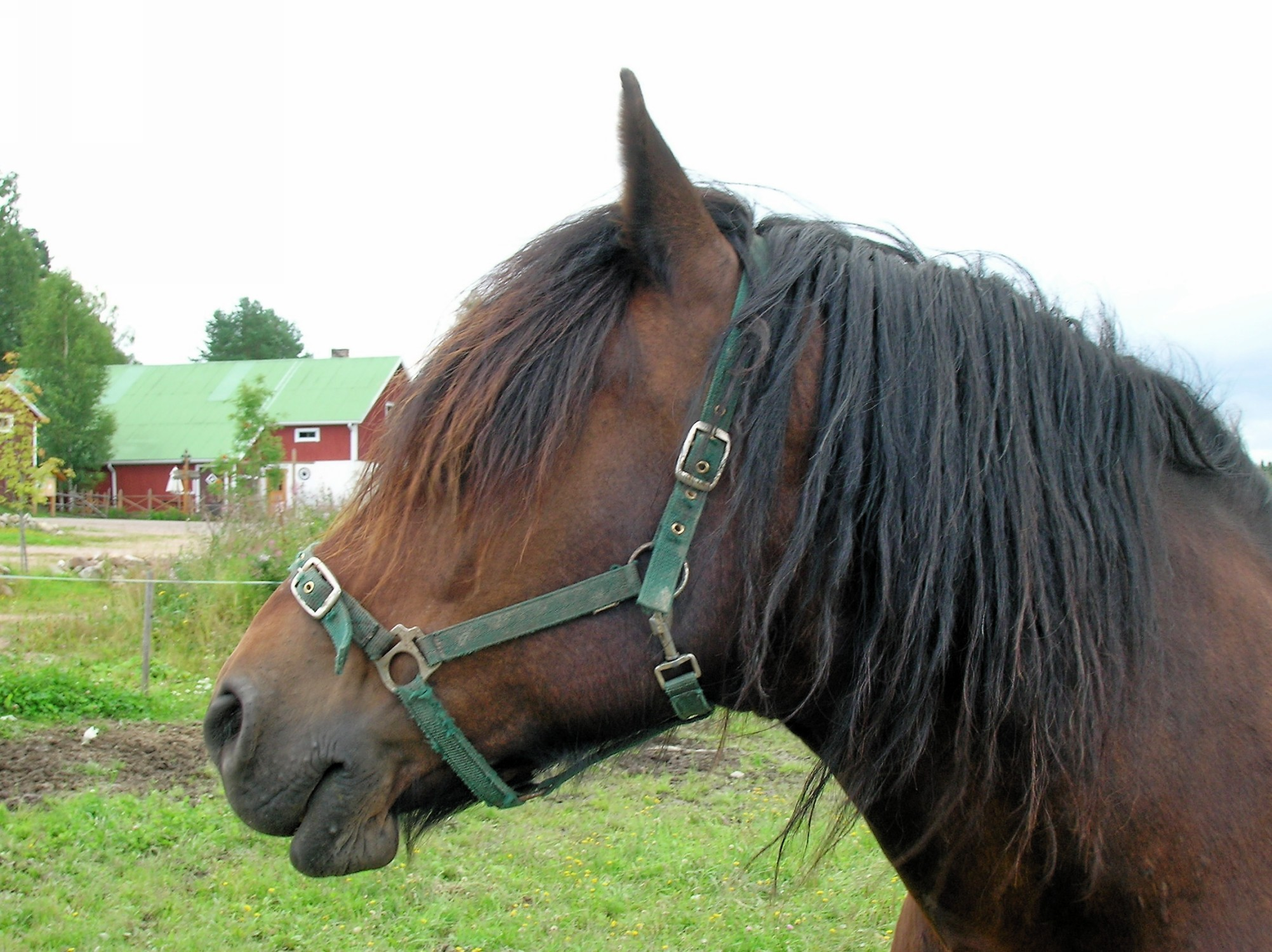
Profiel